# Tomasee
Tomasee (rætoromansk: Lai da Tuma eller Lag da Toma) er en sø på den nordlige side af Piz Badus, over landsbyen Tschamut/Sedrun i Kanton Graubünden i de Schweiziske Alper. Søen ligger 2.345 m over havet i nærheden af Oberalppasset. Søen har et overfladeareal på 2,5 ha.

## Navnets oprindelse (Etymologi)
Navnet stammer fra det latinske ord Tumba, som betyder «grav» eller «trug».

## Geografi
Søen er kilde til Vorderrhein og dermed den officielle kilde til Rhinen. Søen får sit vand fra Rein da Tuma.
Søen er optaget på den nationale schweiziske liste over betydningsfulde landskaber og naturlige monumenter. Om vinteren fryser søen til is og bliver dækket med sne.

## Vandrerute til søen
Fra Oberalppasset kan man vandre til søen på en vandresti, som de fleste vandrere vil kunne gå begge veje på tre timer og tyve minutter, men det er stadig en bjergvandrerute med 500 meters højdeforskel.

## Skiltet med den forkerte længde for Rhinens løb
På et skilt ved Rhinens udspring står der fejlagtigt, at Rhinen har en længde på 1.320 km og ikke 1.230 km. (Nu er længden 1.232 km.) Formodentlig en skrivefejl, da skiltet blev lavet. Det betød imidlertid, at der i årtier stod en forkert længde (1.320 km) på Rhinen i leksika, lærebøger og officielle opslagsbøger